# Barnafülű sármány
A barnafülű sármány (Emberiza fucata) a madarak osztályának verébalakúak (Passeriformes) rendjébe és a sármányfélék (Emberizidae) családjába tartozó faj.

## Rendszerezése
A fajt Peter Simon Pallas német zoológus írta le 1776-ban.

## Alfajai
- Emberiza fucata arcuata Sharpe, 1888
- Emberiza fucata fucata Pallas, 1776
- Emberiza fucata kuatunensis La Touche, 1925[2]

## Előfordulása
Ázsia déli és keleti részén, Afganisztán, Dél-Korea, Észak-Korea, India, Japán, Kazahsztán, Kína, Laosz, Malajzia, Mongólia, Mianmar, Nepál, Pakisztán, Oroszország, Thaiföld és Vietnám területén honos. Kóborló példányait észlelték az Egyesült Királyságban is 
Természetes élőhelyei a mérsékelt övi füves puszták és cserjések, víz közelében, valamint szántóföldek. Vonuló faj.

## Megjelenése
Testhossza 16 centiméter, testtömege 14–21 gramm.

## Életmódja
Fűmagvakkal táplálkozik, de néha rovarokat is fogyaszt, melyet magányosan, vagy kisebb csapatban a talajon keresgél.

## Természetvédelmi helyzete
Az elterjedési területe rendkívül nagy, egyedszáma pedig stabil. A Természetvédelmi Világszövetség Vörös listáján nem fenyegetett fajként szerepel.